# حمام بیگلری
حمام بیگلری مربوط به دوره قاجار است و در کرمانشاه، خیابان مدرس، محله فیض‌آباد، روبروی مسجد جامع واقع شده و این اثر در تاریخ ۲ آبان ۱۳۸۲ با شمارهٔ ثبت ۱۰۵۴۳ به‌عنوان یکی از آثار ملی ایران به ثبت رسیده است.